# Балтазар (футболист, 1926)
Осва́лдо да Си́лва, Освальду да Сильва (порт.-браз. Oswaldo da Silva; 14 января 1926, Сантус — 25 марта 1997, Сан-Паулу), более известный под именем Балтаза́р (порт.-браз. Baltazar) — бразильский футболист, нападающий. За сборную провёл 31 матч, забив 18 мячей, участвовал в двух чемпионатах мира, завоевав в 1950-м году серебряную медаль.

## Карьера
Балтазар вырос в районе Макуко города Сантус. Со школьных лет он начал работать: отец устроил его на фабрику по расфасовке кофе. Одновременно он играл в футбол, выступая за любительскую команду «Флор-ду-Норти». Затем Балтазар стал профессионально играть в футбол, присоединившись к команде «Униан Монти-Алегри» из Пирасикабы в 1943 году. Затем он перешёл в «Жабакуару», где дебютировал 1 мая 1944 года в матче с клубом «Португеза Сантиста». В своей второй игре он забил первый мяч за клуб, поразив ворота «Ипиранги» (1:3). Во время выступления за «Жабакуару» Освалдо получил своё прозвище Балтазар. По этим именем играл его старший брат, выступавший за клуб «Сантос». Из-за полученной в аварии травмы он не смог продолжать профессиональную карьеру, и Освалдо, чтобы поддержать родственника взял его имя в качестве футбольного псевдонима. 
В 1945 году футболист стал игроком клуба «Коринтианс». 15 ноября 1945 года он дебютировал в составе команды в товарищеской игре с «Жабакуарой» (5:5). Первые годы Балтазар играл на правом фланге полузащиты, пока место в центре атаки не освободил Сервилио, покинувший клуб. В 1950 году он помог «Коринтиансу» выиграть турнир Рио-Сан-Паулу, забив решающий гол во второй встрече с «Васко да Гамой» (2:1). Годом позже нападающий выиграл с командой чемпионат штата. А линию нападения, состоявшую из Клаудио, Луизиньо, Карбоне, Марио и самого Балтазара, прозвали «Бессмертной командой» (порт.-браз. Esquadrão Imortal) за 103 забитых гола в 30 матчах. Ещё дважды, в 1952 и 1954 годах «Коринтианс» выигрывал первенство штата. Всего за «Коринтианс» футболист провёл 401 матч (247 побед, 70 ничьих и 84 поражения) и забил 266 голов, по другим данным 404 матча и 267 голов, по третьим 402 матча и 267 гол, по пятым данным 404 матча и 262 гола, по ещё одним данным 404 матча и 270 голов. В 1957 году Балтазар перешёл в клуб «Жувентус». Затем играл за «Жабакуару», а завершил карьеру в «Униан Паулисте».
Завершив игровую карьеру, Балтазар остался в футболе, в частности с 1965 года работал тренером «Коринтианса». Он был исполняющим обязанности главного тренера после увольнения Дино Сани. На этом посту Балтазар провёл единственную встречу с «Атлетико Паранаэнсе». В 1971 году он во второй раз возглавил клуб, заменив Франсиско Сарно. Но через семь месяцев тренер был уволен. Всего под руководством Балтазара «Коринтианс» провёл 33 матча, выиграв 16, 11 сведя вничью и 6 проиграв. Позже он покинул мир спорта и устроился работать надзирателем в тюрьме Сан-Паулу. Последние годы жизни Балтазар проживал в городе Прая-Гранди. Он был неизлечимо болен. При этом «Коринтианс» не оказывал никакой помощи своему бывшему игроку. В марте 1997 года Балтазар был госпитализирован в больницу Санта Исабел да Кантарейра с атеросклерозом, где скончался 25 марта от острой сердечной недостаточности. Его похоронили на кладбище в Прая-Гранди, рядом с могилой другого футболиста — Барбозиньей. Его бюст был установлен в Парке Сан-Жорже около штаб-квартиры «Коринтианса».

## Стиль игры
Балтазар был наиболее известен своей игрой головой, в частности из 269 забитых мячей мячей, 71 был забит головой. За это футболист был прозван «Золотая Голова». Этому способствовал очень высокий прыжок, благодаря чему он легко обыгрывал в воздухе своих соперников.
«Я не был тем футболистом, кто хорошо играет ногами. Но головой даже Пеле не был лучше меняБалтазар

## Статистика

### Клубная
| Сезон | Команда    | Игры | Голы |
| ----- | ---------- | ---- | ---- |
| 1945  | Коринтианс | 5    | 3    |
| 1946  | Коринтианс | 39   | 24   |
| 1947  | Коринтианс | 36   | 16   |
| 1948  | Коринтианс | 40   | 23   |
| 1949  | Коринтианс | 40   | 33   |
| 1950  | Коринтианс | 29   | 24   |
| 1951  | Коринтианс | 44   | 42   |
| 1952  | Коринтианс | 38   | 48   |
| 1953  | Коринтианс | 40   | 22   |
| 1954  | Коринтианс | 20   | 10   |
| 1955  | Коринтианс | 30   | 11   |
| 1956  | Коринтианс | 31   | 13   |
| 1957  | Коринтианс | 13   | 1    |

### Международная
| Матчи Балтазара за сборную Бразилии | Матчи Балтазара за сборную Бразилии | Матчи Балтазара за сборную Бразилии | Матчи Балтазара за сборную Бразилии | Матчи Балтазара за сборную Бразилии | Матчи Балтазара за сборную Бразилии | Матчи Балтазара за сборную Бразилии |
| ----------------------------------- | ----------------------------------- | ----------------------------------- | ----------------------------------- | ----------------------------------- | ----------------------------------- | ----------------------------------- |
| №                                   | Дата                                | Место проведения                    | Оппонент                            | Счёт                                | Голы                                | Турнир                              |
| 1                                   | 7 мая 1950                          | Рио-де-Жанейро                      | Парагвай                            | 2:0                                 | —                                   | Кубок Освалдо Круза                 |
| 2                                   | 13 мая 1950                         | Сан-Паулу                           | Парагвай                            | 3:3                                 | 1                                   | Кубок Освалдо Круза                 |
| 3                                   | 14 мая 1950                         | Рио-де-Жанейро                      | Уругвай                             | 3:2                                 | —                                   | Кубок Рио-Бранко                    |
| 4                                   | 17 мая 1950                         | Рио-де-Жанейро                      | Уругвай                             | 1:0                                 | —                                   | Кубок Рио-Бранко                    |
| 5                                   | 4 июня 1950                         | Рио-де-Жанейро                      | Сборная Интернасьонала и Гремио     | 6:4                                 | —                                   | Товарищеский матч                   |
| 6                                   | 11 июня 1950                        | Рио-де-Жанейро                      | Сборная Сан-Паулу (молод.)          | 4:3                                 | 1                                   | Товарищеский матч                   |
| 7                                   | 24 июня 1950                        | Рио-де-Жанейро                      | Мексика                             | 4:0                                 | 1                                   | Чемпионат мира                      |
| 8                                   | 28 июня 1950                        | Сан-Паулу                           | Швейцария                           | 2:2                                 | 1                                   | Чемпионат мира                      |
| 9                                   | 6 апреля 1952                       | Сантьяго                            | Мексика                             | 2:0                                 | 2                                   | Панамериканский чемпионат           |
| 10                                  | 10 апреля 1952                      | Сантьяго                            | Перу                                | 0:0                                 | —                                   | Панамериканский чемпионат           |
| 11                                  | 13 апреля 1952                      | Сантьяго                            | Панама                              | 5:0                                 | 1                                   | Панамериканский чемпионат           |
| 12                                  | 16 апреля 1952                      | Сантьяго                            | Уругвай                             | 4:2                                 | 1                                   | Панамериканский чемпионат           |
| 13                                  | 20 апреля 1952                      | Сантьяго                            | Чили                                | 3:0                                 | —                                   | Панамериканский чемпионат           |
| 14                                  | 12 марта 1953                       | Лима                                | Эквадор                             | 2:0                                 | —                                   | Чемпионат Южной Америки             |
| 15                                  | 15 марта 1953                       | Лима                                | Уругвай                             | 1:0                                 | —                                   | Чемпионат Южной Америки             |
| 16                                  | 19 марта 1953                       | Лима                                | Перу                                | 0:1                                 | —                                   | Чемпионат Южной Америки             |
| 17                                  | 23 марта 1953                       | Лима                                | Чили                                | 3:2                                 | 1                                   | Чемпионат Южной Америки             |
| 18                                  | 27 марта 1953                       | Лима                                | Парагвай                            | 1:2                                 | —                                   | Чемпионат Южной Америки             |
| 19                                  | 1 апреля 1953                       | Лима                                | Парагвай                            | 2:3                                 | 2                                   | Чемпионат Южной Америки             |
| 20                                  | 28 февраля 1954                     | Сантьяго                            | Чили                                | 2:0                                 | 2                                   | Квалификация чемпионата мира        |
| 21                                  | 7 марта 1954                        | Асунсьон                            | Парагвай                            | 1:0                                 | 1                                   | Квалификация чемпионата мира        |
| 22                                  | 14 марта 1954                       | Рио-де-Жанейро                      | Чили                                | 1:0                                 | 1                                   | Квалификация чемпионата мира        |
| 23                                  | 21 марта 1954                       | Рио-де-Жанейро                      | Парагвай                            | 4:1                                 | 1                                   | Квалификация чемпионата мира        |
| 24                                  | 2 мая 1954                          | Сан-Паулу                           | Мильонариос                         | 4:1                                 | —                                   | Товарищеский матч                   |
| 25                                  | 9 мая 1954                          | Рио-де-Жанейро                      | Мильонариос                         | 2:0                                 | 1                                   | Товарищеский матч                   |
| 26                                  | 16 июня 1954                        | Женева                              | Мексика                             | 5:0                                 | 1                                   | Чемпионат мира                      |
| 27                                  | 19 июня 1954                        | Лозанна                             | Югославия                           | 1:1                                 | —                                   | Чемпионат мира                      |
| 28                                  | 24 января 1956                      | Монтевидео                          | Чили                                | 1:4                                 | —                                   | Чемпионат Южной Америки             |
| 29                                  | 29 января 1956                      | Монтевидео                          | Парагвай                            | 0:0                                 | —                                   | Чемпионат Южной Америки             |
| 30                                  | 1 февраля 1956                      | Монтевидео                          | Перу                                | 2:1                                 | —                                   | Чемпионат Южной Америки             |
| 31                                  | 10 февраля 1956                     | Монтевидео                          | Уругвай                             | 2:1                                 | —                                   | Чемпионат Южной Америки             |

## Достижения

### Командные
- Победитель турнира Рио-Сан-Паулу: 1950, 1953, 1954
- Чемпион штата Сан-Паулу: 1951, 1952, 1954
- Обладатель Кубка Освалдо Круза: 1950
- Обладатель Кубка Рио-Бранко: 1950
- Чемпион Панамериканских игр: 1952

### Личные
- Лучший бомбардир турнира Рио-Сан-Паулу: 1950 (9 голов)
- Лучший бомбардир штата Сан-Паулу: 1952 (27 голов)

## Личная жизнь
Сын Балтазара, Карлос Алберто Батата, также стал футболистом. 

## В искусстве
Балтазару посвящена песня «Gol de Baltazar» Алфредо Борбы: «Гол Балтазара, Гол Балтазара, На голову пас, Один:ноль на табло».